# Bijan Pakzad
Bijan Pakzad, mais conhecido como Bijan (4 de abril de 1940 — 16 de abril de 2011) foi um designer de moda e fragrâncias iraniano.

## Início de vida e educação
Bijan nasceu em 4 de abril de 1940 em Teerã, no Irão, embora alguns registros públicos listem 1944 como o ano de seu nascimento. Bijan imigrou para os Estados Unidos em 1973, estabilizando-se em Los Angeles. Sua boutique exclusiva na Rodeo Drive em Beverly Hills foi fundada em 1976 e descrita como "a loja mais cara do mundo".

## Carreira

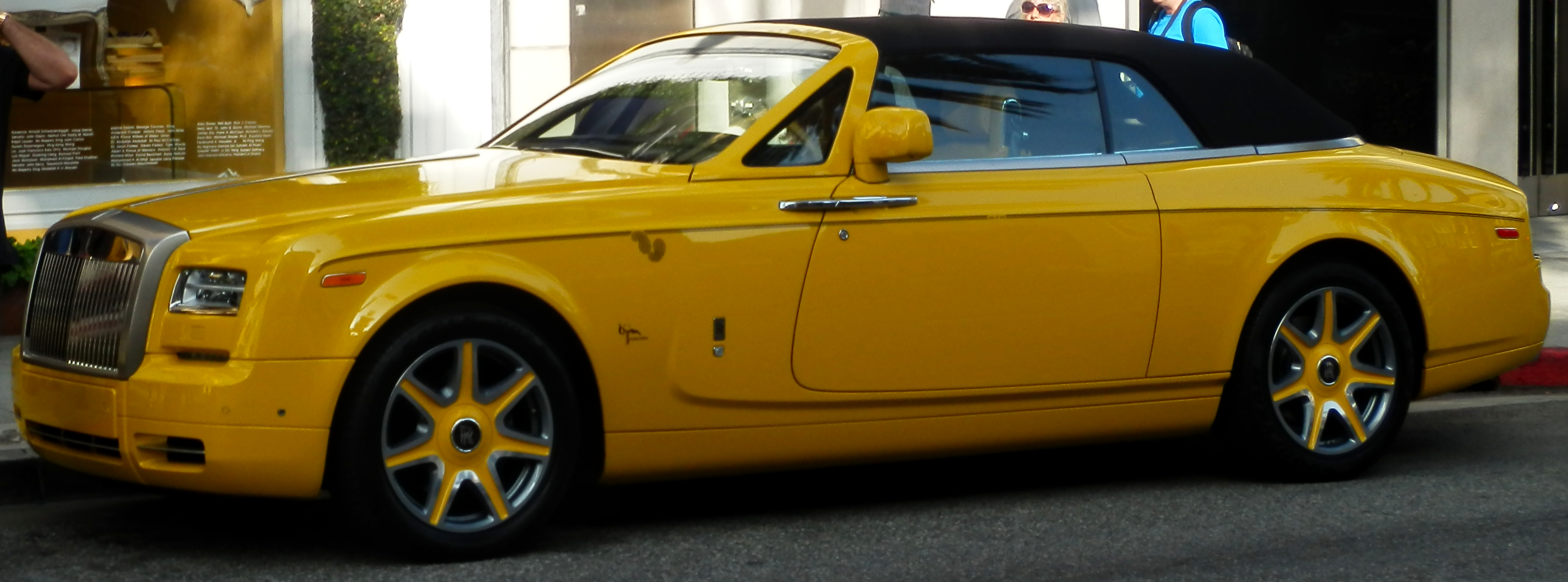
Rolls-Royce Phantom Drophead Coupé pertencente ao Bijan.

A carreira de Bijan começou em Teerã com a Pink Panther Boutique.
Entre seus clientes, Bijan afirmou ter vestido cinco presidentes americanos, como George Bush e seu filho, Barack Obama, Ronald Reagan e Bill Clinton, e também políticos como Tony Blair, Vladimir Putin e Najib Razak. Ele também vestiu outros estilistas como Oscar de la Renta, Tom Ford e Giorgio Armani, atores de alto nível como Tom Cruise e Anthony Hopkins e jogadores de futebol profissionais, incluindo Mick McCarthy e Liam Brady.

## Vida pessoal e morte
Bijan se casou duas vezes. Sua primeira esposa foi Sigi Pakzad, uma suíça-alemã que conheceu quando morava na Europa nos anos 60; eles tiveram uma filha, Daniela Pakzad e se divorciaram quando esta tinha 17 anos. Sua segunda esposa foi a designer de interiores e modelo Tracy Hayakawa; eles se casaram em 1986 e se divorciaram em 1995. Eles tiveram dois filhos juntos: Nicolas Bijan e Alexandra Pakzad.
Em 14 de abril de 2011, Bijan sofreu um derrame e foi levado às pressas para o Cedars-Sinai Medical Center, em Los Angeles. Ele foi submetido a uma cirurgia no cérebro, no entanto, não houve melhora no quadro e faleceu dois dias depois, em 16 de abril de 2011 às 5h05min. Registros públicos indicam que ele tinha 71 anos.
Sua loja em Rodeo Drive foi vendida à LVMH por US$ 122 milhões em agosto de 2016.